# Какво ново, Скуби-Ду?
„Какво ново, Скуби-Ду?“ (на английски: What's New, Scooby-Doo?) е деветото въплъщение от дълго излъчваната анимация на Хана-Барбера – „Скуби-Ду“.

## „Какво ново, Скуби-Ду?“ в България
В България сериалът започва излъчване на 16 февруари 2008 г. по Нова телевизия с разписание всяка събота от 09:30 и завършва на 6 декември, като последният епизод е излъчен по изключение от 07:30, заради обновяване на детската програма през почивните дни. На 16 октомври започва повторно излъчване на първи сезон, като първи епизод е излъчен от 06:30, а разписанието му е всеки делничен ден по два епизода от 06:00 и приключва на 27 октомври. На 8 август 2009 г. започва повторно трети сезон, всяка събота и неделя от 07:30 и завършва на 20 септември. Втори сезон не е повторен. Ролите се озвучават от артистите Поля Цветкова-Георгиу, Яница Митева, Георги Стоянов и Радослав Рачев.
На 30 септември 2012 г. от 06:30 започва повторно по bTV с разписание всяка неделя от 06:00 по два епизода и дублажът е записан наново. Ролите се озвучават от артистите Златина Тасева, Татяна Етимова, Георги Стоянов, Кирил Бояджиев и Радослав Рачев.